# Töltsük Újra Bulgáriát
A Töltsük újra Bulgáriát (bolgárul: Презареди България, Prezaredi Balgariya, korábban България без цензура, Bulgária Cenzúra Nélkül) egy jobboldali populista, monarchiapárti, konzervatív politikai párt Bulgáriában. A párt elnöke Nyikolaj Barekov.

## Választási eredmények
| év   | szavazatarány | mandátumszám | szavazatszám | státusz  |
| ---- | ------------- | ------------ | ------------ | -------- |
| 2014 | 5,69%         | 15           | 186 938      | ellenzék |

| év   | szavazatarány | mandátumszám | szavazatszám |
| ---- | ------------- | ------------ | ------------ |
| 2014 | 10,66%        | 1            | 238 629      |
| 2019 | 0,19%         | 0            | 3907         |